# Słupca
Słupca è una città polacca del distretto di Słupca nel voivodato della Grande Polonia.
Ricopre una superficie di 10,31 km² e nel 2006 contava 14 363 abitanti.
Słupca è anche il capoluogo dell'omonimo comune rurale del quale fanno parte (tra le altre) le seguenti località:
- Kąty
- Piotrowice
- Żelazków